# Глибока Долина (притока Гнилоп'яті)
Глибока Долина — річка в Україні, у Бердичівському районі Житомирської області. Ліва притока Гнилоп'яті (басейн Дніпра).

## Опис
Довжина 14 км, похил річки — 3,4 м/км. Площа басейну 93 км².

## Притоки
- Клітенка (права).

## Розташування
Бере початок на сході від Райгородка. Тече переважно на північний схід і в Бистрику впадає у річку Гнилоп'ять, праву притоку Тетерева. 
Населені пункти вздовж берегової смуги: Обухівка, Маркуші, Кикишівка, Житинці.